# Citizen Langlois
Pour plus de détails, voir Fiche technique et Distribution.
Citizen Langlois est un film français réalisé par Edgardo Cozarinsky et sorti en 1995.

## Fiche technique
- Titre : Citizen Langlois
- Réalisation : Edgardo Cozarinsky
- Scénario : Edgardo Cozarinsky
- Photographie : Jacques Bouquin
- Son : Jean-Pierre Fénié
- Musique : Kronos Quartet et Astor Piazzolla
- Montage : Martine Bouquin
- Production : Les Films d'ici - Cinémathèque française - INA
- Pays de production  :  France
- Genre : Documentaire
- Durée : 67 minutes
- Date de sortie : France - 20 février 1995[1]

## Distribution
- Niels Arestrup : voix
- Bernard Boursicot
- Freddy Buache
- Marie Epstein
- Georges-Patrick Langlois
- Éric Rohmer

## Récompense
- Prix FIPRESCI de la Berlinale 1995[2]